# Кубок Китаю з футболу 2018
Кубок Китаю з футболу 2018 — 28-й розіграш головного кубкового футбольного турніру у Китаї. Титул володаря кубка вп'яте здобув Бейцзін Сінобо Гоань.

## Календар
| Раунд                        | Дата                            | Матчі | Клуби   |
| ---------------------------- | ------------------------------- | ----- | ------- |
| Перший кваліфікаційний раунд | 11-18 листопада 2017            | 8     | 92 → 84 |
| Другий кваліфікаційний раунд | 30 грудня 2017 - 7 січня 2018   | 30    | 84 → 72 |
| Перший раунд                 | 17-18 березня 2018              | 8     | 72 → 64 |
| Другий раунд                 | 24-25 березня 2018              | 16    | 64 → 48 |
| Третій раунд                 | 10-12 квітня 2018               | 16    | 48 → 32 |
| 1/16 фіналу                  | 24-25 квітня 2018               | 16    | 32 → 16 |
| 1/8 фіналу                   | 1-2 травня 2018                 | 8     | 16 → 8  |
| 1/4 фіналу                   | 9 червня - 25 липня 2018        | 8     | 8 → 4   |
| 1/2 фіналу                   | 21-22 серпня/25-26 вересня 2018 | 4     | 4 → 2   |
| Фінал                        | 25/30 листопада 2018            | 2     | 2 → 1   |

## 1/16 фіналу
| Команда 1                 | Рахунок      | Команда 2                 |
| ------------------------- | ------------ | ------------------------- |
| 24 квітня 2018            |              |                           |
| Ухань Чуфен Хелі (А)      | 0:2          | Гуанчжоу R&F              |
| Далянь Боюн (3)           | 0:3          | Тяньцзінь Цюаньцзянь      |
| Шеньян Урбан (3)          | 2:1          | Хенань Цзяньє             |
| Ляонін Хувін (2)          | 1:4          | Далянь Їфан               |
| Сичуань (3)               | 1:1 пен. 4:3 | Чанчунь Ятай              |
| Сучжоу Дуну (3)           | 0:4          | Хебей Чайна Форчун        |
| 25 квітня 2018            |              |                           |
| Яньбянь Бейго (3)         | 0:6          | Шаньдун Лунен             |
| Хайнань Боїн (3)          | 2:2 пен. 3:5 | Бейцзін Женьхе            |
| Ухань Залл (2)            | 2:2 пен. 5:6 | Тяньцзинь Теда            |
| Хейлунцзян Лава Спрін (2) | 1:2          | Гуйчжоу Хенфен            |
| Шанхай Шеньсінь (2)       | 0:1          | Бейцзін Сінобо Гоань      |
| Сичуань Лунфор (3)        | 0:1          | Цзянсу Сунін              |
| Іньчуань Хеланшан (3)     | 0:1          | Гуанчжоу Евергранд Таобао |
| Наньтун Чжиюнь (3)        | 3:2          | Шанхай Грінланд Шеньхуа   |
| Аньхой Хефей Гуйгуань (3) | 0:2          | Чунцін Дандай Ліфань      |
| Шеньсі Чанань Атлетік (3) | 0:1          | Шанхай СІПГ               |

## 1/8 фіналу
| Команда 1                 | Рахунок      | Команда 2      |
| ------------------------- | ------------ | -------------- |
| 1 травня 2018             |              |                |
| Тяньцзінь Цюаньцзянь      | 2:2 пен. 7:8 | Цзянсу Сунін   |
| 2 травня 2018             |              |                |
| Шеньян Урбан (3)          | 1:2          | Гуанчжоу R&F   |
| Хебей Чайна Форчун        | 2:3          | Шаньдун Лунен  |
| Шанхай СІПГ               | 0:0 пен. 4:3 | Бейцзін Женьхе |
| Бейцзін Сінобо Гоань      | 1:0          | Тяньцзинь Теда |
| Гуанчжоу Евергранд Таобао | 2:2 пен. 1:4 | Гуйчжоу Хенфен |
| Наньтун Чжиюнь (3)        | 1:1 пен. 8:9 | Сичуань (3)    |
| Чунцін Дандай Ліфань      | 0:1          | Далянь Їфан    |

## 1/4 фіналу
| Команда 1               | Заг.         | Команда 2     | 1-й матч | 2-й матч |
| ----------------------- | ------------ | ------------- | -------- | -------- |
| 9 червня /25 липня 2018 |              |               |          |          |
| Бейцзін Сінобо Гоань    | 3:3 пен. 5:4 | Шанхай СІПГ   | 2:1      | 1:2      |
| 7/24 липня 2018         |              |               |          |          |
| Далянь Їфан             | 5:0          | Сичуань (3)   | 3:0      | 2:0      |
| 8/25 липня 2018         |              |               |          |          |
| Гуйчжоу Хенфен          | 0:3          | Шаньдун Лунен | 0:0      | 0:3      |
| Цзянсу Сунін            | 2:3          | Гуанчжоу R&F  | 0:0      | 2:3      |

## 1/2 фіналу
| Команда 1                 | Заг. | Команда 2     | 1-й матч | 2-й матч |
| ------------------------- | ---- | ------------- | -------- | -------- |
| 21 серпня/25 вересня 2018 |      |               |          |          |
| Далянь Їфан               | 0:4  | Шаньдун Лунен | 0:1      | 0:3      |
| 22 серпня/26 вересня 2018 |      |               |          |          |
| Бейцзін Сінобо Гоань      | 8:1  | Гуанчжоу R&F  | 5:1      | 3:0      |

## Фінал
| Команда 1            | Заг. | Команда 2     | 1-й матч | 2-й матч |
| -------------------- | ---- | ------------- | -------- | -------- |
| 25/30 листопада 2018 |      |               |          |          |
| Бейцзін Сінобо Гоань | 3:3  | Шаньдун Лунен | 1:1      | 2:2      |

### Перший матч
| 25 листопада 2018 13:35 (EEST) |

| Бейцзін Сінобо Гоань | 1:1      | Шаньдун Лунен       |
| -------------------- | -------- | ------------------- |
| Бакамбу 51' (пен.)   | Протокол | Тарделлі 31' (пен.) |

| Стадіон «Трудящих», Пекін Глядачів: 48 856 Арбітр: Марк Клаттенбург |

### Повторний матч
| 30 листопада 2018 13:35 (EEST) |

| Шаньдун Лунен        | 2:2      | Бейцзін Сінобо Гоань |
| -------------------- | -------- | -------------------- |
| Жил 31' Тарделлі 89' | Протокол | Вієра 16' Січже 81'  |

| Центр олімпійських видів спорту, Цзінань Глядачів: 45 666 Арбітр: Метью Конгер |